# Romagnano Sesia
Romagnano Sesia é uma comuna italiana da região do Piemonte, província de Novara, com cerca de 4.213 habitantes. Estende-se por uma área de 18 km², tendo uma densidade populacional de 234 hab/km². Faz fronteira com Cavallirio, Fontaneto d'Agogna, Gattinara (VC), Ghemme, Prato Sesia, Serravalle Sesia (VC).

## Demografia
| Variação demográfica do município entre 1861 e 2011                               |
|                                                                                   |
| Fonte: Istituto Nazionale di Statistica (ISTAT) - Elaboração gráfica da Wikipedia |